# Zbigniew Błocki
Zbigniew Błocki (ur. 27 czerwca 1967 w Gdańsku) – polski matematyk, specjalizujący się w analizie zespolonej, profesor nauk matematycznych, w latach 2015–2023 dyrektor Narodowego Centrum Nauki.

## Życiorys
W 1991 ukończył studia matematyczne na Uniwersytecie Jagiellońskim. Stopnie naukowe doktora (na podstawie pracy Zespolony operator Monge'a – Ampera w obszarach hiperwypukłych) i doktora habilitowanego (w oparciu o rozprawę zatytułowaną Regularność zespolonego operatora Monge'a – Ampere'a) uzyskiwał w Instytucie Matematyki UJ odpowiednio w 1995 i w 2001. W 2009 otrzymał tytuł profesora nauk matematycznych.
Od 1990 zawodowo związany z macierzystą uczelnią, kolejno jako asystent, adiunkt, profesor nadzwyczajny i od 2011 profesor zwyczajny. Był wicedyrektorem (2008–2011) i dyrektorem (2011–2012) Instytutu Matematyki. Był stypendystą Programu Fulbrighta na Indiana University i University of Michigan. Pracował naukowo także w Instytutach Maxa Plancka w Bonn i Lipsku.
Swoje prace publikował w takich czasopismach jak m.in. „Experimental Mathematics”, „Mathematische Annalen”, „Proceedings of the American Mathematical Society”, „Mathematica Applicanda” oraz „Nagoya Mathematical Journal”.
Powoływany w skład zarządu głównego Polskiego Towarzystwa Matematycznego, Komitetu Matematyki Polskiej Akademii Nauk i rady Narodowego Centrum Nauki. W marcu 2015 objął stanowisko dyrektora NCN. W październiku 2023 zakończył pełnienie tej funkcji.